# Romantic Heaven
Romantic Heaven (로맨틱 헤븐?, Romaentik hebeunLR) è un film del 2011 scritto e diretto da Jang Jin.

## Trama
Le storie di tre persone, apparentemente scollegate, si uniscono insieme: Mimi è una ragazza con una madre che sta per morire di cancro; Min-gyu è un avvocato da poco rimasto vedovo; Ji-wook è un tassista affascinato da una storia che sua nonna gli ha spesso raccontato.